# The Conjuring Universe

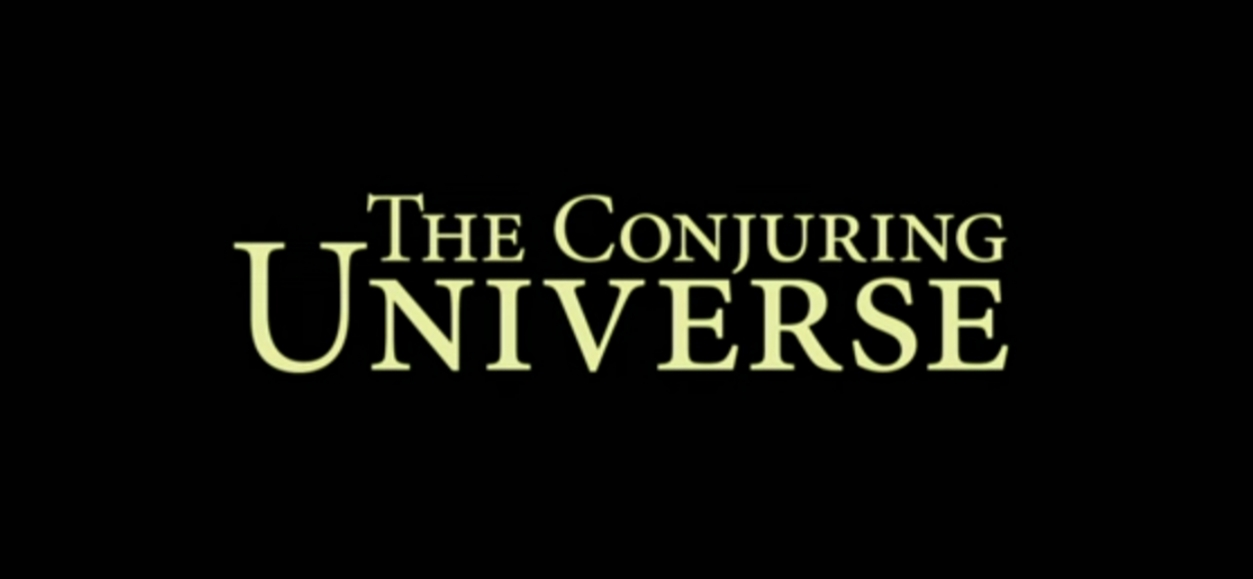
Logo ufficiale del franchise

The Conjuring Universe è una serie cinematografica e universo condiviso di film horror statunitensi prodotti da New Line Cinema, The Safran Company e in parte da Evergreen Media Group e Atomic Monster Productions e distribuiti dalla Warner Bros. Pictures.
I film presentano una drammatizzazione dei presunti eventi paranormali a cui i demonologi e autori paranormali Ed e Lorraine Warren sostengono di aver preso parte. La serie principale segue quelli che a loro dire sarebbero stati i loro tentativi di aiutare persone che sarebbero state tormentate o possedute da spiriti demoniaci, mentre gli spin-off si concentrano sulle presunte origini di alcune delle entità che i Warren avrebbero incontrato o comunque facenti parte della serie originale.

## Sviluppo

### Concezione e development hell
I lavori preliminari iniziarono venti anni prima dell'uscita del film L'evocazione - The Conjuring, quando Ed Warren fece ascoltare l'intervista di Lorraine Warren con Carolyn Perron al produttore Tony DeRosa-Grund. DeRosa-Grund registrò Warren che riproduceva il nastro e la loro successiva conversazione. Alla fine del nastro Warren gli ha detto "Se non riusciamo a trasformare questo in un film, non so cosa possiamo fare". Il produttore gli ha poi descritto la sua visione del film.
DeRosa-Grund ha scritto il trattamento originale e ha intitolato il progetto The Conjuring, incentrato sulle vicende della famiglia Perron. Per circa quattordici anni ha cercato di realizzare il film senza alcun successo. Originariamente aveva un accordo per realizzare il film con la Gold Circle Films, la casa di produzione dietro a Il messaggero - The Haunting in Connecticut, ma non si riuscì a stipulare un contratto. DeRosa-Grund si è così alleato con il produttore Peter Safran, con il quale ha ingaggiato i fratelli Chad e Carey Hayes per perfezionare la sceneggiatura: usando il trattamento di DeRosa-Grund e il nastro Ed Warren, i fratelli Hayes hanno incentrato la storia sui Warren e non più sui Perron.
I fratelli intervistarono molte volte Lorraine al telefono per chiarire i dettagli. Verso la metà del 2009 il progetto fu conteso da sei case di produzione su cui la Summit Entertainment ebbe la meglio. Tuttavia la trattativa tra DeRosa-Grund e la Summit non è andata a buon fine e il film è rimasto in stand-by fin quando DeRosa-Grund ha contattato la New Line Cinema, già interessata al progetto nella contesa del 2009. L'11 novembre 2009 è stato stipulato un accordo tra New Line e l'Evergreen Media Group di DeRosa-Grund.

### L'espansione delfranchise
Il franchise è composto da quattro film della serie principale, L'evocazione - The Conjuring (2013), The Conjuring - Il caso Enfield (2016), The Conjuring - Per ordine del diavolo (2021) e The Conjuring - Il rito finale (2025), i primi due diretti da James Wan, il terzo e il quarto da Michael Chaves. Le pellicole ruotano attorno a due dei famosi casi paranormali di cui i Warren si sono occupati, con il primo film che descrive il caso della famiglia Perron, che vive eventi inquietanti nella loro casa appena acquisita a Rhode Island, e il secondo che si concentra sul caso controverso del Poltergeist di Enfield mentre si fa un breve accenno agli eventi che hanno ispirato il romanzo horror Orrore ad Amityville di Jay Anson.
Il franchise comprende anche Annabelle (2014), un prequel/spin-off diretto da John R. Leonetti, già direttore della fotografia de L'evocazione e prodotto da Safran e Wan, che narra gli eventi della bambola prima che i Warren ne entrassero in contatto all'inizio del primo film. Nel 2017 è uscito Annabelle 2: Creation diretto da David F. Sandberg che mostra le origini della bambola demoniaca, collocandosi antecedentemente al film di Leonetti.
Nel 2018 è stato distribuito nei cinema The Nun - La vocazione del male, un prequel basato su un personaggio già introdotto nel secondo The Conjuring. Un terzo film di Annabelle vede alla regia l'esordiente Gary Dauberman ed è stato sviluppato a partire da una sceneggiatura scritta dallo stesso, il quale aveva già collaborato agli script degli spin-off della serie. Un terzo film di The Conjuring è uscito nel 2021 e vede Michael Chaves in cabina di regia e un secondo di The Nun è uscito nel 2023. Inoltre nasce l'idea di realizzare un nuovo spin-off della serie incentrato su The Crooked Man. Il 19 aprile 2019 è uscito un altro spin-off della saga, intitolato La Llorona - Le lacrime del male, diretto da Michael Chaves.
I primi due film di The Conjuring sono stati accolti con recensioni generalmente positive da parte di critici e fan del genere, ottenendo apprezzamenti per la regia di Wan e le principali interpretazioni del cast, in particolare quella dei protagonisti Patrick Wilson e Vera Farmiga nei panni di Ed e Lorraine. I critici hanno anche riconosciuto l'effetto che tali film hanno avuto sulla cultura popolare e nella produzione di film horror moderni. Il primo capitolo di Annabelle ha avuto invece molte recensioni negative, essendo considerato da molti, principalmente fan del primo film, come un film inferiore al suo precursore. Annabelle 2: Creation ha invece avuto un riscontro positivo, mentre invece The Nun ha avuto generalmente recensioni negative. I film principali e gli spin-off hanno avuto successo al botteghino, avendo incassato complessivamente 1,568 miliardi di dollari in tutto il mondo con un budget complessivo di $ 103,5 milioni, rendendolo il franchise horror di maggior successo della storia e uno dei più acclamati dalla critica.

## Film
| Film                                   | Data d'uscita originale | Data d'uscita italiana | Regia             | Sceneggiatura                                                | Soggetto                               | Produzione                                  |               |
| The Conjuring                          | The Conjuring           | The Conjuring          | The Conjuring     | The Conjuring                                                | The Conjuring                          | The Conjuring                               | The Conjuring |
| -------------------------------------- | ----------------------- | ---------------------- | ----------------- | ------------------------------------------------------------ | -------------------------------------- | ------------------------------------------- | ------------- |
| L'evocazione - The Conjuring           | 19 luglio 2013          | 21 agosto 2013         | James Wan         | Chad Hayes e Carey W. Hayes                                  | Chad Hayes e Carey W. Hayes            | Tony DeRosa-Grund, Peter Safran e Rob Cowan |               |
| The Conjuring - Il caso Enfield        | 10 giugno 2016          | 23 giugno 2016         | James Wan         | Chad Hayes, Carey W. Hayes, James Wan e David Leslie Johnson | Chad Hayes, Carey W. Hayes e James Wan | Peter Safran, Rob Cowan e James Wan         |               |
| The Conjuring - Per ordine del diavolo | 4 giugno 2021           | 2 giugno 2021          | Michael Chaves    | David Leslie Johnson-McGoldrick                              | David Leslie Johnson-McGoldrick        | Peter Safran e James Wan                    |               |
| The Conjuring - Il rito finale         | 5 settembre 2025        | 4 settembre 2025       | Michael Chaves    | David Leslie Johnson-McGoldrick                              | David Leslie Johnson-McGoldrick        | Peter Safran e James Wan                    |               |
| Annabelle                              |                         |                        |                   |                                                              |                                        |                                             |               |
| Annabelle                              | 3 ottobre 2014          | 2 ottobre 2014         | John R. Leonetti  | Gary Dauberman                                               | Gary Dauberman                         | Peter Safran e James Wan                    |               |
| Annabelle 2: Creation                  | 11 agosto 2017          | 3 agosto 2017          | David F. Sandberg | Gary Dauberman                                               | Gary Dauberman                         | Peter Safran e James Wan                    |               |
| Annabelle 3                            | 26 giugno 2019          | 3 luglio 2019          | Gary Dauberman    | Gary Dauberman                                               | James Wan e Gary Dauberman             | Peter Safran e James Wan                    |               |
| The Nun                                |                         |                        |                   |                                                              |                                        |                                             |               |
| The Nun - La vocazione del male        | 7 settembre 2018        | 20 settembre 2018      | Corin Hardy       | Gary Dauberman                                               | James Wan e Gary Dauberman             | Peter Safran e James Wan                    |               |
| The Nun II                             | 8 settembre 2023        | 6 settembre 2023       | Michael Chaves    | Ian Goldberg, Richard Naing e Akela Cooper                   | James Wan e Akela Cooper               | Ian Goldberg, Richard Naing e Peter Safran  |               |
| Altro                                  |                         |                        |                   |                                                              |                                        |                                             |               |
| La Llorona - Le lacrime del male       | 19 aprile 2019          | 17 aprile 2019         | Michael Chaves    | Mikki Daughtry e Tobias Iaconis                              | Mikki Daughtry e Tobias Iaconis        | James Wan, Gary Dauberman e Emile Gladstone |               |

### The Conjuring

#### L'evocazione - The Conjuring(2013)
The Conjuring - L'evocazione è il primo capitolo della saga cinematografica horror, diretto da James Wan, che ha come protagonisti Vera Farmiga e Patrick Wilson, nei rispettivi ruoli di Lorraine e Ed Warren. La pellicola, ispirata a fatti realmente accaduti, è ambientata nel 1971, ed è stato distribuito nelle sale cinematografiche nel 2013. Ha fatto un ottimo successo, ha guadagnato 319 milioni di dollari globalmente e ha ricevuto critiche positive da parte della critica, che ha lodato la sceneggiatura e la storia, e per ora viene considerato uno tra i film horror più redditizi di sempre. Il film è stato distribuito negli USA il 19 luglio 2013, mentre in Italia dal 21 agosto dello stesso anno.

#### The Conjuring - Il caso Enfield(2016)
Visto il successo del primo capitolo, nel giugno 2013, New Line Cinema ha annunciato l’uscita di un sequel, chiamato The Conjuring 2 - Il caso Enfield, programmato per il 10 giugno 2016 (negli Stati Uniti D’America), mentre in Italia è uscito il 23 dello stesso mese, anche se la data di uscita era inizialmente programmata per il 23 ottobre 2015. In questo film entra a far parte come antagonista il demone Valak, interpretata da Bonnie Aarons. Il film ha incassato quanto il primo film (320 milioni di dollari) e ha ricevuto critiche positive da parte della critica, come il film precedente. Il film è ispirato al caso del poltergeist di Enfield, evento accaduto nell’omonima località a nord di Londra nel 1977.

#### The Conjuring - Per ordine del diavolo(2021)
Un terzo film della saga era previsto per il 10 settembre 2020 ma è stato posticipato a causa della pandemia mondiale di COVID-19. È stato pubblicato il 4 giugno 2021 (negli Stati Uniti D’America) sia al cinema che sulla piattaforma streaming HBO Max, mentre in Italia è uscito il 2 dello stesso mese. La trama è legata al processo ad Arne Johnson., svoltosi nel 1981.

### Annabelle

#### Annabelle(2014)
Nel 2013, i produttori del primo film, decisero di creare uno spin-off basato sulla bambola Annabelle, pubblicato negli Stati Uniti il 3 ottobre 2014. Il film è ambientato nel 1967, è stato un successo al box office e ha guadagnato 257 milioni di dollari in tutto il mondo (anche se per ora è il film con l’incasso più basso dell’intero franchise) ma ha ricevuto critiche perlopiù negative per la sua narrazione. In Italia è uscito il 2 ottobre.

#### Annabelle 2: Creation(2017)
Nell'ottobre 2015 venne annunciato un prequel di Annabelle, chiamato Annabelle: Creation, basato sulla creazione della bambola, che rispetto al primo film ha fatto un ottimo successo al botteghino, ha incassato mondialmente 306 milioni di dollari, superando gli incassi del film precedente e ha ricevuto critiche positive, che hanno lodato l’atmosfera e la performance del cast. Il film è stato distribuito nelle sale statunitensi l’11 agosto 2017, e in Italia, una settimana prima, il 3 agosto con il titolo italiano, che sarà Annabelle 2: Creation. Il film è ambientato nel 1955, dodici anni prima dagli eventi del primo film.

#### Annabelle 3(2019)
il 28 giugno 2019 viene pubblicato Annabelle Comes Home negli Stati Uniti, la cui produzione è iniziata nell’ottobre 2018. In questo film Mckenna Grace interpreta Judy Warren, figlia dei due protagonisti dei film di Conjuring che compaiono anche in questa pellicola sempre interpretati da Vera Farmiga e Patrick Wilson. Il 26 marzo 2019 viene annunciato con un teaser il titolo italiano, appunto Annabelle 3.

### The Nun

#### The Nun - La vocazione del male(2018)
Il 15 giugno 2016, Warner Bros. e New Line Cinema, annunciarono l’uscita di un altro spin-off, basato sul demone Valak di The Conjuring 2. Il film è stato girato in Romania a Bucarest, ed è diretto da Corin Hardy. Il film ha come protagonisti Taissa Farmiga, Demian Bichir, Jonas Bloquet e Bonnie Aarons, sempre nel ruolo di Valak. Il film è uscito negli Stati Uniti D’America il 7 settembre 2018 e in Italia il 20 settembre. Il 13 giugno 2018 è stato pubblicato il primo teaser trailer, sia in italiano che in originale. Il film ha ricevuto critiche contrastanti da parte della critica, che hanno lodato la performance del cast e le atmosfere ma critiche per la sua debole narrativa e l’affidamento sui jumpscare. Nonostante questo, il film è stato un enorme successo al botteghino e ha guadagnato 365 milioni di dollari in tutto il mondo, diventando così il film con l’incasso più alto della saga di The Conjuring. Il film è ambientato nel 1952, ovvero prima dei due The Conjuring e prima dei due Annabelle.

#### The Nun II(2023)
Prima dell’uscita di The Nun, James Wan discusse la possibilità di un sequel e quale potesse essere la trama: “So già dove potrebbe portare The Nun 2, se The Nun avrà successo, e come potrebbe legarsi alla storia di Lorraine che abbiamo creato nei primi due The Conjuring, portando tutto a chiudersi in un cerchio completo.” Nell’aprile 2019 Peter Safran confermò lo sviluppo di un sequel, nello stesso mese Akela Cooper venne ingaggiata come sceneggiatrice, con Safran e Wan come produttori. Nel 2022 Warner Bros. annunciò ufficialmente il film al CinemaCon, con Michael Chaves confermato come regista e Ian Goldberg e Richard Naing che contribuiranno alla sceneggiatura. Le riprese principali sono iniziate il 6 ottobre 2022, con Taissa Farmiga e Jonas Bloquet che riprendono i loro ruoli di Suor Irene e Maurice “Frenchie” Theriault, mentre Bonnie Aarons quello di Valak. Si unirono inoltre al cast Storm Reid, come protagonista, e Anna Popplewell e Katelyn Rose Downey. The Nun II è uscito l’8 settembre 2023.

### Altro

#### La Llorona - Le lacrime del male(2019)
Nell'ottobre 2017, è stato annunciato che James Wan stava producendo un film horror diretto da Michael Chaves e interpretato da Linda Cardellini, inizialmente intitolato The Children. Sebbene sia stato pubblicizzato come film indipendente, è ambientato nello stesso universo, con Tony Amendola che riprende il ruolo di Annabelle nei panni di Padre Perez. Il film è stato presentato per la prima volta al South by Southwest, il 15 marzo 2019, ricevendo recensioni miste dalla critica, mentre verrà distribuito negli Stati Uniti dal 19 aprile 2019.

## Cortometraggi
| Film                   | Data d'uscita americana | Registi                         | Sceneggiatori                   | Soggettisti                     | Produttori                                            | Note   |
| ---------------------- | ----------------------- | ------------------------------- | ------------------------------- | ------------------------------- | ----------------------------------------------------- | ------ |
| The Nurse              | 16 agosto 2017          | Julian Terry                    | Alexander Anderson              | Alexander Anderson              | Alexander Anderson e Julian Terry                     | [ 25 ] |
| The Confession         | 26 agosto 2017          | Liam Banks                      | Liam Banks e Jonathan Butler    | Liam Banks e Jonathan Butler    | Charlie Clarke                                        | [ 26 ] |
| What's Wrong With Mom? | 4 settembre 2017        | Raùl Bribiesca                  | Raùl Bribiesca                  | Raùl Bribiesca                  | Ricardo de la Parra T. e Charloth Hernández Hernández | [ 27 ] |
| Blund's Lullaby        | 14 settembre 2017       | Amanda Nilsson e Magda Lindblom | Amanda Nilsson e Magda Lindblom | Amanda Nilsson e Magda Lindblom | Amanda Nilsson e Magda Lindblom                       | [ 28 ] |
| Innocent Souls         | 3 novembre 2017         | Alejandro López                 | Alejandro López                 | Alejandro López                 | Alejandro López                                       | [ 29 ] |

## Cronologia
Per l'uscita di The Nun è stata pubblicata la timeline ufficiale dell'universo di The Conjuring. Gli eventi si succedono in tale ordine cronologico (i film con più date hanno scene cronologicamente posizionate prima o dopo, ma l'ordine è determinato dagli eventi:
- 1952, 1971: The Nun - La vocazione del male
- 1943, 1952, 1955, 1967: Annabelle 2: Creation
- 1956, 1977: The Nun II
- 1967-1968: Annabelle
- 1968, 1971: L'evocazione - The Conjuring
- 1968, 1972: Annabelle 3
- 1673, 1973: La Llorona - Le lacrime del male
- 1976-1977: The Conjuring 2 - Il caso Enfield
- 1981: The Conjuring 3 - Per ordine del diavolo
- 1986: The Conjuring - Il rito finale

## Personaggi e interpreti
| Personaggi                   | Film                                | Film             | Film                                   | Film                         | Film                                   | Film                                    | Film               | Film                                          | Film                | Film                                  |       |       |       |       |       |       |       |
| Personaggi                   | L'evocazione - The Conjuring (2013) | Annabelle (2014) | The Conjuring - Il caso Enfield (2016) | Annabelle 2: Creation (2017) | The Nun - La vocazione del male (2018) | La Llorona - Le lacrime del male (2019) | Annabelle 3 (2019) | The Conjuring - Per ordine del diavolo (2021) | The Nun II (2023)   | The Conjuring - Il rito finale (2025) |       |       |       |       |       |       |       |
| Umani                        | Umani                               | Umani            | Umani                                  | Umani                        | Umani                                  | Umani                                   | Umani              | Umani                                         | Umani               | Umani                                 | Umani | Umani | Umani | Umani | Umani | Umani | Umani |
| ---------------------------- | ----------------------------------- | ---------------- | -------------------------------------- | ---------------------------- | -------------------------------------- | --------------------------------------- | ------------------ | --------------------------------------------- | ------------------- | ------------------------------------- | ----- | ----- | ----- | ----- | ----- | ----- | ----- |
| Lorraine Warren              | Vera Farmiga                        |                  | Vera Farmiga                           |                              | Vera FarmigaC                          |                                         | Vera Farmiga       | Vera Farmiga                                  | Vera FarmigaC       | Vera Farmiga                          |       |       |       |       |       |       |       |
| Ed Warren                    | Patrick Wilson                      |                  | Patrick Wilson                         |                              | Patrick WilsonC                        |                                         | Patrick Wilson     | Patrick Wilson                                | Patrick WilsonC     | Patrick Wilson                        |       |       |       |       |       |       |       |
| Padre Gordon                 | Steve Coulter                       |                  | Steve Coulter                          |                              |                                        |                                         | Steve Coulter      | Steve Coulter                                 |                     | Steve Coulter                         |       |       |       |       |       |       |       |
| Drew Thomas                  | Shannon Kook                        |                  | Shannon Kook                           |                              |                                        |                                         |                    | Shannon Kook                                  |                     | Shannon Kook                          |       |       |       |       |       |       |       |
| Carolyn Perron               | Lili Taylor                         |                  |                                        |                              |                                        |                                         |                    |                                               |                     |                                       |       |       |       |       |       |       |       |
| Roger Perron                 | Ron Livingston                      |                  |                                        |                              |                                        |                                         |                    |                                               |                     |                                       |       |       |       |       |       |       |       |
| Mia Gordon                   |                                     | Annabelle Wallis |                                        | Annabelle WallisC            |                                        |                                         |                    |                                               |                     |                                       |       |       |       |       |       |       |       |
| John Gordon                  |                                     | Ward Horton      |                                        | Ward HortonC                 |                                        |                                         |                    |                                               |                     |                                       |       |       |       |       |       |       |       |
| Padre Perez                  |                                     | Tony Amendola    |                                        |                              |                                        | Tony Amendola                           |                    |                                               |                     |                                       |       |       |       |       |       |       |       |
| Evelyn                       |                                     | Alfre Woodard    |                                        |                              |                                        |                                         |                    |                                               |                     |                                       |       |       |       |       |       |       |       |
| Detective Clarkin            |                                     | Eric Ladin       |                                        |                              |                                        |                                         |                    |                                               |                     |                                       |       |       |       |       |       |       |       |
| Peggy "Peg" Hodgson          |                                     |                  | Frances O'Connor                       |                              |                                        |                                         |                    |                                               |                     |                                       |       |       |       |       |       |       |       |
| Maurice Grosse               |                                     |                  | Simon McBurney                         |                              |                                        |                                         |                    |                                               |                     |                                       |       |       |       |       |       |       |       |
| Anita Gregory                |                                     |                  | Franka Potente                         |                              |                                        |                                         |                    |                                               |                     |                                       |       |       |       |       |       |       |       |
| Peggy "Pegs" Nottingham      |                                     |                  | Maria Doyle Kennedy                    |                              |                                        |                                         |                    |                                               |                     |                                       |       |       |       |       |       |       |       |
| Vic Nottingham               |                                     |                  | Simon Delaney                          |                              |                                        |                                         |                    |                                               |                     |                                       |       |       |       |       |       |       |       |
| Suor Charlotte               |                                     |                  |                                        | Stephanie Sigman             |                                        |                                         |                    |                                               |                     |                                       |       |       |       |       |       |       |       |
| Samuel Mullins               |                                     |                  |                                        | Anthony LaPaglia             |                                        |                                         |                    |                                               |                     |                                       |       |       |       |       |       |       |       |
| Esther Mullins               |                                     |                  |                                        | Miranda Otto                 |                                        |                                         |                    |                                               |                     |                                       |       |       |       |       |       |       |       |
| Padre Massey                 |                                     |                  |                                        | Mark Bramhall                |                                        |                                         |                    |                                               |                     |                                       |       |       |       |       |       |       |       |
| Suor Irene Palmer            |                                     |                  |                                        |                              | Taissa Farmiga                         |                                         |                    |                                               | Taissa Farmiga      |                                       |       |       |       |       |       |       |       |
| Padre Anthony Burke          |                                     |                  |                                        |                              | Demián Bichir                          |                                         |                    |                                               |                     |                                       |       |       |       |       |       |       |       |
| Maurice "Francese" Theriault |                                     |                  |                                        |                              | Jonas Bloquet                          |                                         |                    |                                               | Jonas Bloquet       |                                       |       |       |       |       |       |       |       |
| Suor Victoria                |                                     |                  |                                        |                              | Charlotte Hope                         |                                         |                    |                                               |                     |                                       |       |       |       |       |       |       |       |
| Suor Oana                    |                                     |                  |                                        |                              | Ingrid Bisu                            |                                         |                    |                                               |                     |                                       |       |       |       |       |       |       |       |
| Anna Tate-Garcia             |                                     |                  |                                        |                              |                                        | Linda Cardellini                        |                    |                                               |                     |                                       |       |       |       |       |       |       |       |
| Rafael Olvera                |                                     |                  |                                        |                              |                                        | Raymond Cruz                            |                    |                                               |                     |                                       |       |       |       |       |       |       |       |
| Detective Cooper             |                                     |                  |                                        |                              |                                        | Sean Patrick Thomas                     |                    |                                               |                     |                                       |       |       |       |       |       |       |       |
| Patricia Alvarez             |                                     |                  |                                        |                              |                                        | Patricia Velásquez                      |                    |                                               |                     |                                       |       |       |       |       |       |       |       |
| Mary Ellen                   |                                     |                  |                                        |                              |                                        |                                         | Madison Iseman     |                                               |                     |                                       |       |       |       |       |       |       |       |
| Daniela Rios                 |                                     |                  |                                        |                              |                                        |                                         | Katie Sarife       |                                               |                     |                                       |       |       |       |       |       |       |       |
| Bob Palmeri                  |                                     |                  |                                        |                              |                                        |                                         | Michael Cimino     |                                               |                     |                                       |       |       |       |       |       |       |       |
| Arne Cheyenne Johnson        |                                     |                  |                                        |                              |                                        |                                         |                    | Ruairi O'Connor                               |                     |                                       |       |       |       |       |       |       |       |
| Debbie Glatzel               |                                     |                  |                                        |                              |                                        |                                         |                    | Sarah Catherine Hook                          |                     |                                       |       |       |       |       |       |       |       |
| Judy Glatzel                 |                                     |                  |                                        |                              |                                        |                                         |                    | Charlene Amoia                                |                     |                                       |       |       |       |       |       |       |       |
| Carl Glatzel                 |                                     |                  |                                        |                              |                                        |                                         |                    | Paul Wilson                                   |                     |                                       |       |       |       |       |       |       |       |
| Padre Kastner                |                                     |                  |                                        |                              |                                        |                                         |                    | John Noble                                    |                     |                                       |       |       |       |       |       |       |       |
| Bruno Sauls                  |                                     |                  |                                        |                              |                                        |                                         |                    | Ronnie Gene Blevins                           |                     |                                       |       |       |       |       |       |       |       |
| Suor Debra                   |                                     |                  |                                        |                              |                                        |                                         |                    |                                               | Storm Reid          |                                       |       |       |       |       |       |       |       |
| Kate                         |                                     |                  |                                        |                              |                                        |                                         |                    |                                               | Anna Popplewell     |                                       |       |       |       |       |       |       |       |
| Sophie                       |                                     |                  |                                        |                              |                                        |                                         |                    |                                               | Katelyn Rose Downey |                                       |       |       |       |       |       |       |       |
| Madame Laurent               |                                     |                  |                                        |                              |                                        |                                         |                    |                                               | Suzanne Bertish     |                                       |       |       |       |       |       |       |       |
| Padre Ridley                 |                                     |                  |                                        |                              |                                        |                                         |                    |                                               | Peter Hudson        |                                       |       |       |       |       |       |       |       |
| Cardinal Conroy              |                                     |                  |                                        |                              |                                        |                                         |                    |                                               | David Horovitch     |                                       |       |       |       |       |       |       |       |
| Bambini                      |                                     |                  |                                        |                              |                                        |                                         |                    |                                               |                     |                                       |       |       |       |       |       |       |       |
| Judy Warren                  | Sterling Jerins                     |                  | Sterling Jerins                        |                              |                                        |                                         | Mckenna Grace      | Sterling Jerins                               |                     | Mia Tomlinson                         |       |       |       |       |       |       |       |
| April Perron                 | Kyla Deaver                         |                  |                                        |                              |                                        |                                         |                    |                                               |                     |                                       |       |       |       |       |       |       |       |
| Christine Perron             | Joey King                           |                  |                                        |                              |                                        |                                         |                    |                                               |                     |                                       |       |       |       |       |       |       |       |
| Nancy Perron                 | Hayley McFarland                    |                  |                                        |                              |                                        |                                         |                    |                                               |                     |                                       |       |       |       |       |       |       |       |
| Cindy Perron                 | Mackenzie Foy                       |                  |                                        |                              |                                        |                                         |                    |                                               |                     |                                       |       |       |       |       |       |       |       |
| Andrea Perron                | Shanley Caswell                     |                  |                                        |                              |                                        |                                         |                    |                                               |                     |                                       |       |       |       |       |       |       |       |
| Janet Hodgson                |                                     |                  | Madison Wolfe                          |                              |                                        |                                         |                    |                                               |                     |                                       |       |       |       |       |       |       |       |
| Margaret Hodgson             |                                     |                  | Lauren Esposito                        |                              |                                        |                                         |                    |                                               |                     |                                       |       |       |       |       |       |       |       |
| Johnny Hodgson               |                                     |                  | Patrick McAuley                        |                              |                                        |                                         |                    |                                               |                     |                                       |       |       |       |       |       |       |       |
| Billy Hodgson                |                                     |                  | Benjamin Haigh                         |                              |                                        |                                         |                    |                                               |                     |                                       |       |       |       |       |       |       |       |
| Linda                        |                                     |                  |                                        | Lulu Wilson                  |                                        |                                         |                    |                                               |                     |                                       |       |       |       |       |       |       |       |
| Janice                       |                                     |                  |                                        | Talitha Bateman              |                                        |                                         |                    |                                               |                     |                                       |       |       |       |       |       |       |       |
| Nancy                        |                                     |                  |                                        | Philippa Coulthard           |                                        |                                         |                    |                                               |                     |                                       |       |       |       |       |       |       |       |
| Carol                        |                                     |                  |                                        | Grace Fulton                 |                                        |                                         |                    |                                               |                     |                                       |       |       |       |       |       |       |       |
| Tierney                      |                                     |                  |                                        | Lou Lou Safran               |                                        |                                         |                    |                                               |                     |                                       |       |       |       |       |       |       |       |
| Kate                         |                                     |                  |                                        | Tayler Buck                  |                                        |                                         |                    |                                               |                     |                                       |       |       |       |       |       |       |       |
| Chris Garcia                 |                                     |                  |                                        |                              |                                        | Roman Christou                          |                    |                                               |                     |                                       |       |       |       |       |       |       |       |
| Samantha "Sam" Garcia        |                                     |                  |                                        |                              |                                        | Jaynee-Lynne Kinchen                    |                    |                                               |                     |                                       |       |       |       |       |       |       |       |
| Thomas                       |                                     |                  |                                        |                              |                                        |                                         | Stephen Blackehart |                                               |                     |                                       |       |       |       |       |       |       |       |
| David Glatzel                |                                     |                  |                                        |                              |                                        |                                         |                    | Julian Hilliard                               |                     |                                       |       |       |       |       |       |       |       |
| Spiriti e demoni             |                                     |                  |                                        |                              |                                        |                                         |                    |                                               |                     |                                       |       |       |       |       |       |       |       |
| Valak, la suora demoniaca    |                                     |                  | Bonnie Aarons                          | Bonnie AaronsC               | Bonnie Aarons                          |                                         |                    |                                               | Bonnie Aarons       |                                       |       |       |       |       |       |       |       |
| Malthus Annabelle la bambola |                                     | Joseph Bishara   |                                        | Joseph Bishara               |                                        |                                         | Joseph Bishara     |                                               |                     |                                       |       |       |       |       |       |       |       |
| Bathsheba Sherman            | Joseph Bishara                      |                  |                                        |                              |                                        |                                         |                    |                                               |                     |                                       |       |       |       |       |       |       |       |
| Isla l'Occultista            |                                     |                  |                                        |                              |                                        |                                         |                    | Eugenie Bondurant                             |                     |                                       |       |       |       |       |       |       |       |
| La Llorona                   |                                     |                  |                                        |                              |                                        | Marisol Ramirez                         |                    |                                               |                     |                                       |       |       |       |       |       |       |       |
| Uomo Storto                  |                                     |                  | Javier Botet                           |                              |                                        |                                         |                    |                                               |                     |                                       |       |       |       |       |       |       |       |
| Bill Wilkins                 |                                     |                  | Bob Adrian                             |                              |                                        |                                         |                    |                                               |                     |                                       |       |       |       |       |       |       |       |

## Accoglienza
Il franchise ha generato un ottimo profitto tanto che Scott Mendelson di Forbes lo ha definito "il primo universo cinematografico post-Marvel di successo". Qui sono riportati i risultati al botteghino e i consensi ricevuti da pubblico e critica.

### Incassi
| Film                                   | Incassi               | Incassi         | Incassi       | Budget      | Note          |
| Film                                   | Stati Uniti d'America | Altri territori | Complessivo   | Budget      | Note          |
| -------------------------------------- | --------------------- | --------------- | ------------- | ----------- | ------------- |
| L'evocazione - The Conjuring           | 137 446 368           | 182 959 874     | 320 406 242   | 20 000 000  | [ 34 ] [ 35 ] |
| Annabelle                              | 84 284 252            | 173 305 469     | 257 589 721   | 6 500 000   | [ 34 ] [ 36 ] |
| The Conjuring - Il caso Enfield        | 102 516 140           | 219 318 211     | 321 834 351   | 40 000 000  | [ 34 ] [ 37 ] |
| Annabelle 2: Creation                  | 102 092 201           | 204 423 683     | 306 515 884   | 15 000 000  | [ 34 ] [ 38 ] |
| The Nun - La vocazione del male        | 117 481 222           | 248 101 575     | 365 582 797   | 22 000 000  | [ 34 ] [ 39 ] |
| La Llorona - Le lacrime del male       | 54 733 739            | 68 500 000      | 123 233 739   | 9 000 000   | [ 40 ]        |
| Annabelle 3                            | 74 152 591            | 157 100 000     | 231 252 591   | 27 000 000  | [ 41 ]        |
| The Conjuring - Per ordine del diavolo | 65 631 050            | 140 800 000     | 206 431 050   | 39 000 000  | [ 42 ]        |
| The Nun II                             | 86 267 073            | 183 400 000     | 269 667 073   | 38 500 000  | [ 43 ]        |
| Total                                  | 824 604 636           | 1 577 908 812   | 2 402 513 448 | 217 000 000 |               |

### Critica
| Film                                   | Rotten Tomatoes   | Metacritic      | CinemaScore |
| -------------------------------------- | ----------------- | --------------- | ----------- |
| L'evocazione - The Conjuring           | 86% (214 reviews) | 68 (35 reviews) | A-          |
| Annabelle                              | 28% (125 reviews) | 37 (27 reviews) | B           |
| The Conjuring - Il caso Enfield        | 80% (239 reviews) | 65 (38 reviews) | A-          |
| Annabelle 2: Creation                  | 70% (172 reviews) | 62 (29 reviews) | B           |
| The Nun - La vocazione del male        | 24% (172 reviews) | 46 (32 reviews) | C           |
| La Llorona - Le lacrime del male       | 26% (186 reviews) | 41 (28 reviews) | B-          |
| Annabelle 3                            | 64% (206 reviews) | 53 (35 reviews) | B-          |
| The Conjuring - Per ordine del diavolo | 56% (256 reviews) | 53 (39 reviews) | B+          |
| The Nun II                             | 51% (137 reviews) | 47 (24 reviews) | C+          |
| Media                                  | 54%               | 53              | B           |